# Louise Forestier
Pour les articles homonymes, voir Belhumeur et Forestier (homonymie).
Louise Forestier née Louise Belhumeur le 10 août 1942 à Shawinigan, est une chanteuse et comédienne québécoise.

## Biographie
Née sous le nom de Louise Belhumeur à Shawinigan le 10 août 1942,, Louise Forestier étudie à l'École nationale de théâtre de Montréal, et obtient son diplôme en 1964.
Louise chante en duo avec Robert Charlebois, elle réalise alors avec lui ce qui deviendra le quatrième album du chanteur, intitulé tout simplement Robert Charlebois avec Louise Forestier en 1968. Il contient les chansons California, La Marche du président, Lindberg et CPR Blues qu'elle chante en duo avec Robert, le reste de l'album contient des pièces sur lesquelles Charlebois chante seul. Elle participe aussi à l'Osstidcho avec Charlebois, Yvon Deschamps, Mouffe, le Quatuor du nouveau jazz libre du Québec et Paul Buissonneau en cette même année 1968,.
Deux ans plus tard, elle participe au Bye Bye 1970 avec Olivier Guimond et Denis Drouin entre autres. Elle connaît du succès surtout dans les années soixante-dix, en chantant notamment en duo avec Renée Claude (L'amante et l'épouse) puis plus tard en animant quelques variétés pour la télévision. En 1971, elle est de la distribution du film IXE 13 avec Les Cyniques, Carole Laure, Louisette Dussault et Jean-Guy Moreau, réalisé par Jacques Godbout.  En 1983, elle collabore avec Francine Ruel (paroles) et Pierre Flynn (refrain, musique) pour la chanson Prince Arthur qu'elle interprète par la suite,, puis en 1990 elle incarne Émilie Nelligan, la mère du poète Émile Nelligan sur des textes de Michel Tremblay et des musiques d'André Gagnon.

## Discographie

### Albums
- 1967 : Louise Forestier (La boulée)
- 1968 : Robert Charlebois avec Louise Forestier avec Robert Charlebois
- 1969 : Louise Forestier (La douce Emma)
- 1970 : Avec enzymes
- 1970 : Demain matin, Montréal m'attend avec Denise Filiatrault, Denise Proulx, André Montmorency
- 1972 : IXE-13 - bande sonore avec Les Cyniques.
- 1973 : Louise Forestier (Dans la prison de Londres)
- 1974 : Louise Forestier (Le reel à Ti-Guy)
- 1975 : Au théâtre Outremont, avec le cœur de tout nous autres
- 1975 : Tour de chant (live)
- 1976 : On est bien mieux chez vous
- 1978 : L'Accroche-cœur
- 1979 : Charlebois à la Forestier
- 1983 : Louise Forestier (Prince-Arthur)
- 1987 : La Passion selon Louise
- 1991 : De bouche à oreille
- 1993 : Vingt personnages en quête d'une chanteuse
- 1997 : Forestier chante Louise
- 2003 : Lumières
- 2008 : Éphémère
- 2025  : Vieille corneille

### Compilations
- 1975 : Les Grands Succès de Louise Forestier
- 1977 : L'Histoire de Louise Forestier (trois disques vinyle)
- 1993 : Louise Forestier : Québec love, la collection
- 2002 : Louise Forestier : Album souvenir

### Participation à d'autres albums
- 1967 : Chansons folkloriques du Canada - Collection du centenaire. Louise Forestier chante Une perdriole, La Courte Paille, Si l'amour prenait racine, Ah! toi, belle hirondelle, Le Mariage anglais, Je le mène bien, mon dévidoir, Ah, si mon moine voulait danser! et De bon matin[9].
- 1971 : Vos voisins (Holocauste à Montréal), elle chante sur trois pièces de Jacques Perron, qui va lui-même collaborer avec elle sur ses propres albums, entre '73 et '75)
- 1976 : L'Enamour, le désamour (album de Renée Claude avec qui Louise Forestier chante L'amante et l'épouse)
- 1981 : Starmania : made in Québec (dans le rôle de Marie-Jeanne)
- 1985 : Fondation Québec-Afrique, projet collectif « Les Yeux de la faim » (artiste invitée)
- 1990 : Nelligan (deux CD, drame musical sur le poète Émile Nelligan, textes de Michel Tremblay et musiques d'André Gagnon, dans lequel L. Forestier incarne Émilie Nelligan, la mère d'Émile[10])
- 1994 : La Symphonie du Québec (spectacle de clôture des 6e FrancoFolies de Montréal, le 13 août 1994 à la Salle Wilfrid-Pelletier de la Place des Arts)
- 2003 : Chants d'épuration, Plume Latraverse. Interprète de la chanson Le cœur de l'action.
- 2007 : Docteur tendresse (album de Daniel Lavoie avec qui L. Forestier chante Les amoureux du pont de fer)

Source: 

## Filmographie
- 1972 : IXE-13 : Taya, Gisèle Duboeuf, Lydia Johnson
- 1974 : Les Ordres : Claudette Dusseault
- 1976 : Ti-Cul Tougas : Voisine de Gilberte
- 1984 : Le 101, ouest, avenue des Pins (série télévisée) : Judy
- 1992 : La Postière : la mairesse
- 1997 : Paparazzi (série télévisée) : Mme Bilodeau
- 1998 : Réseaux (série télévisée) : Ginette Cloutier
- 1998 : 2 secondes : mère de Laurie
- 2005 : Le Négociateur (série télévisée) : Irma

## Lauréats et nominations

### Prix Félix

#### artistique
| Année | Catégorie                                              | Pour                                                | Résultat   |
| ----- | ------------------------------------------------------ | --------------------------------------------------- | ---------- |
| 1981  | microsillon de l'année                                 | Starmania made in Québec (avec la troupe Starmania) | nomination |
| 1981  | microsillon de l'année - rock                          | Starmania made in Québec (avec la troupe Starmania) | lauréat    |
| 1981  | spectacle de l'année - musique et chansons             | Starmania made in Québec (avec la troupe Starmania) | lauréat    |
| 1984  | interprète féminine de l'année                         | Louise Forestier                                    | nomination |
| 1984  | spectacle de l'année - musique et chansons             | Je suis au rendez-vous                              | nomination |
| 1987  | auteur et/ou compositeur de l'année                    | Louise Forestier pour Le diable avait ses yeux      | lauréat    |
| 1987  | interprète féminine de l'année                         | Louise Forestier                                    | nomination |
| 1987  | microsillon de l'année - rock                          | La passion selon Louise                             | nomination |
| 1987  | spectacle de l'année - musique et chanson pop          | La passion selon Louise                             | nomination |
| 1988  | interprète féminine de l'année                         | Louise Forestier                                    | nomination |
| 1992  | album de l'année - populaire                           | De bouche à oreille                                 | nomination |
| 1993  | interprète féminine de l'année                         | Louise Forestier                                    | nomination |
| 1993  | spectacle de l'année - interprète                      | Vingt personnages en quête d'une chanteuse          | nomination |
| 1994  | artiste québécois s'étant le plus illustré hors Québec | Louise Forestier                                    | nomination |
| 1997  | auteur ou compositeur de l'année                       | Louise Forestier                                    | nomination |
| 2003  | album de l'année - folk contemporain                   | Lumières                                            | nomination |
| 2009  | auteur ou compositeur de l'année                       | Louise Forestier                                    | nomination |
| 2009  | spectacle de l'année - auteur-compositeur-interprète   | Éphémère                                            | nomination |

#### industriel
| Année | Catégorie                          | Pour                                                                              | Résultat   |
| ----- | ---------------------------------- | --------------------------------------------------------------------------------- | ---------- |
| 1993  | scripteur de spectacles de l'année | Louise Forestier et Luc Plamondon pour Vingt personnages en quête d'une chanteuse | nomination |

## Publication
- Forestier selon Louise. Pas d'choker pas d'collier, Montréal, Éditions La Presse, 2012, 216 p.  (ISBN 978-2-89705-053-5)
- Louise Forestier sans compromis par Jean-Louis Gauthier, Châtelaine Septembre 1994, pp. 22,26,28 [réf. nécessaire]

## Distinctions
- 2022 : Compagne de l'Ordre des arts et des lettres du Québec.